# 방글라데시-사우디아라비아 관계
방글라데시-사우디아라비아 관계는 방글라데시와 사우디아라비아 간의 외교 및 양자 관계를 의미한다. 양국 간의 관계는 초기에는 긴장된 출발을 보였으나, 이후 견고한 관계로 발전하였다. 방글라데시는 무슬림 다수 국가로서, 이슬람의 발상지인 사우디아라비아와의 관계를 특별히 중시하고 있다. 두 나라는 모두 이슬람 협력 기구(OIC)의 회원국이며, 사우디아라비아는 전 세계 방글라데시 디아스포라의 상당수를 수용하고 있는 국가이기도 하다.

## 역사
벵골 술탄 기야스웃딘 아잠 샤는 헤자즈 지역에 마드라사 건립을 후원하였다. 이 학교들은 이후 벵갈리야 마드라사로 알려지게 되었다. 당대의 아랍 학자 타키 알딘 알파시는 메카에 있는 마드라사의 교사로 활동하였다. 메디나에서는 예언자의 모스크 인근의 후슨 알아티크라는 곳에 마드라사가 세워졌다. 술탄 잘랄웃딘 무함마드 샤를 비롯한 여러 벵골 술탄들도 헤자즈 지역의 마드라사 설립을 후원하였으며, 그는 메카의 샤리프와 긴밀한 관계를 유지하였고, 메카와 마디나의 주민들에게 선물과 명예의 예복을 하사하곤 하였다.
벵골인들에게 이슬람교가 전래되면서 사우디아라비아와의 연관성이 형성되었다. 이는 경제적 여유가 있는 무슬림들이 일생에 한 번은 성지순례 (하즈)를 수행하기 위해 해당 지역을 방문해야 하기 때문이다. 일부 벵골인들은 오늘날의 사우디아라비아 지역에 정착하기도 하였으며, 그 초기 사례 중 하나로는 19세기 초 메카에 영구 거주하던 하즈 샤리아툴라의 스승 마울라나 무라드가 있다.

### 독립 전쟁
미국 외교관 헨리 키신저는 방글라데시 독립 전쟁 당시 사우디아라비아의 개입을 촉구하는 서한을 파이살 국왕에게 보냈다. 사우디아라비아는 파키스탄 공군(PAF)의 항공기 손실 규모를 감추기 위해 F-86 전투기를 파키스탄에 보냈으며, 이는 동시에 사우디아라비아로부터 추가로 도입될 F-5 전투기에 대비해 파키스탄 조종사들을 훈련시키기 위한 잠재적 훈련용 부대의 성격도 지닌 것으로 보인다.

## 외교 관계 수립
방글라데시와 사우디아라비아는 1975~76년 사이, 방글라데시 육군 내 일부 장교들의 쿠데타로 셰이크 무지부르 라흐만이 암살된 이후 공식적으로 외교 관계를 수립하였다. 이후 지아우르 라만 및 후세인 무함마드 에르샤드 군사 정권은 사우디아라비아와의 상업적, 문화적 유대 강화를 위한 노력을 기울였다. 1980년대 후반부터는 숙련 및 비숙련 노동자를 포함한 다수의 방글라데시인이 사우디아라비아로 이주하였으며, 현재 사우디아라비아에 거주 중인 방글라데시인의 수는 250만 명을 넘는다. 또한 다수의 이슬람 종교 학생 및 성직자들도 학문 및 종교 활동을 목적으로 사우디아라비아를 정기적으로 방문하고 있다. 세계에서 인구가 가장 많은 무슬림 국가 중 하나인 방글라데시는 하즈 순례자들의 주요 공급국으로 간주된다. 사우디아라비아는 방글라데시의 주요 재정 및 경제 원조국이 되었다. 2014년 8월, 사우디아라비아는 방글라데시 여성과 자국민 간의 결혼을 금지하는 조치를 단행하였다.

## 같이 보기
- 방글라데시의 대외 관계
- 사우디아라비아의 대외 관계